# Love (album The Cult)
Love – płyta zespołu The Cult wydana w 1985 roku.

## Lista utworów
Opracowano na podstawie materiału źródłowego.
1. "Nirvana" (Ian Astbury, Billy Duffy) - 5:24
2. "Big Neon Glitter" (Ian Astbury, Billy Duffy) - 4:56
3. "Love" (Ian Astbury, Billy Duffy) - 5:31
4. "Brother Wolf, Sister Moon" (Ian Astbury, Billy Duffy) - 6:47
5. "Rain" (Ian Astbury, Billy Duffy) - 3:55
6. "The Phoenix" (Ian Astbury, Billy Duffy) - 5:04
7. "Hollow Man" (Ian Astbury, Billy Duffy) - 4:45
8. "Revolution" (Ian Astbury, Billy Duffy) - 5:25
9. "She Sells Sanctuary" (Ian Astbury, Billy Duffy) - 4:21
10. "Black Angel" (Ian Astbury, Billy Duffy) - 5:25